# Co się stało z Magdą K.
Co się stało z Magdą K. – utwór zespołu Perfect, wydany po raz pierwszy na albumie 1977–1991 z 1991. Tekst piosenki opowiada o młodej dziewczynie, która padła ofiarą gwałtu zbiorowego oraz o znieczulicy społecznej.

## Tekst
Pierwsza zwrotka jest wprowadzeniem do historii Magdy K. W pewnym mieście przyjezdny pyta się znającego całą sprawę mieszkańca, co się stało z Magdą K. Mieszkaniec jednak boi się mówić o dziewczynie na ulicy i wskazuje na bar, w którym zaczyna snuć opowieść. W drugiej zwrotce mieszkaniec mówi, że podczas jednego majowego wieczoru Magda K. poszła z kilkoma młodymi chłopakami (nazywanymi „młodymi kotami”) na dyskotekę, w której panował tłok i grano muzykę rockandrollową. Podczas głośnej zabawy nikt nie usłyszał z pobliskiego parku krzyków Magdy K. W trzeciej zwrotce mieszkaniec mówi, że sąd zajął się sprawą. Opowiadający czyni wyrzuty w stosunku do dziewczyny, że podczas rozprawy sądowej zamiast powiedzieć „nie widziałam kto” to wskazała swoich gwałcicieli. Według mieszkańca Magda K. „zmarnowała chłopcom siedem lat”. Pretensje mieli także pozostali mieszkańcy miasteczka. Ostatecznie dziewczyna opuszcza miasto.

## Historia
Tekst do piosenki napisał w 1977 Andrzej Mogielnicki. Pierwotnie Mogielnicki napisał tekst z myślą o zespole 2 plus 1, pod gotową melodię Janusza Kruka. Według Zbigniewa Hołdysa, Kruk był zachwycony tekstem, jednak odmówił jej wykonania, gdyż nie chciał narazić zespołu na problemy. Do melodii Kruka powstał później tekst „California Mon Amour”.
Po odmowie Kruka, Mogielnicki zaproponował nagranie piosenki Zbigniewowi Hołdysowi, który przystał na propozycję. Utwór nagrano w Akademii Muzycznej w Warszawie. Hołdys skomponował muzykę, nagrał wszystkie instrumenty i zaśpiewał utwór. Według innej relacji piosenkę nagrano w ramach pracy dyplomowej Marii Olszewskiej.
Niedługo po nagraniu Hołdys dołączył do zespołu Perfect Super Show and Disco Band (później Perfect), a piosenka znalazła się w repertuarze zespołu. Emisję w radiu blokowała Służba Bezpieczeństwa.
W 2005 zespół Strachy na Lachy nagrał nową wersję piosenki.

## Utwór na płytach
Piosenka ukazała się na następujących albumach:
- 1977–1991 (1991);
- Ballady (1995);
- Gold (1998);
- Gwiazdy polskiej muzyki lat 80. (2007).